# Barthold Heinrich Brockes

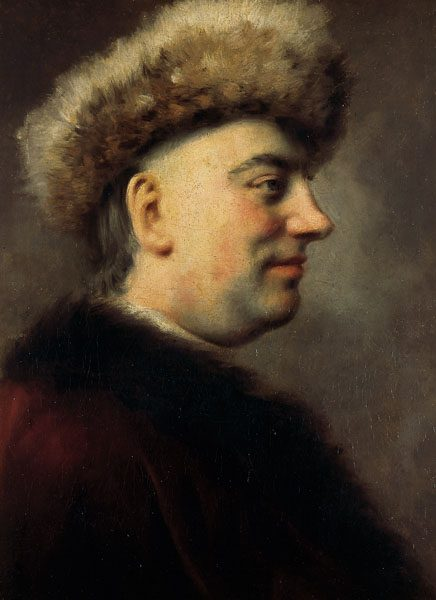
Portret van Brockes
Olieverf, geschilderd door Dominicus van der Smissen (Altona, Duitsland, 1704-1760)

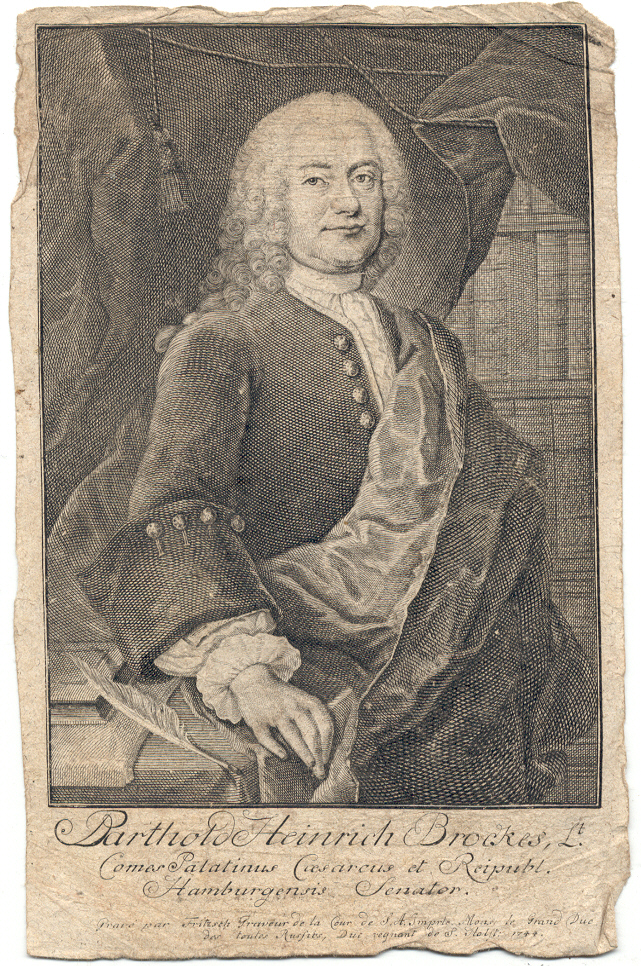
Kopergravure van Brockes (1744) door Christian Fritsch (1704-1760)

Barthold Heinrich Brockes (Hamburg, 22 september 1680 - Hamburg, 16 januari 1747) was een Duits dichter uit de periode van de Verlichting.
Brockes werd bekend doordat zowel Telemann, Händel als Bach teksten van hem gebruikten in hun muziekwerken. 
Ook Picander (de tekstschrijver van onder andere de Koffiecantate, de Matthäus-Passion en het Weihnachtsoratorium van Bach) putte inspiratie uit de teksten van Brockes. De dichter Salomo Franck heeft Brockes ook gekend.
In 1716 verscheen de naar Brockes genoemde Brockes-Passion, een Passie-oratorium van Telemann op teksten van Brockes.

## Leven en werk
Brockes studeerde rechtsgeleerdheid in Halle en maakte reizen naar Italië, Frankrijk en Nederland. Hij vestigde zich vanaf 1704 in Hamburg. In 1720 werd hij benoemd als lid van de Hamburgse gemeenteraad, en bekleedde diverse functies in het bestuur van de stad. Hij was 6 jaar (van 1735 tot 1741) magistraat in Ritzebüttel.
Gedichten van Brockes werden in 9 banden gepubliceerd onder de titel Irdisches Vergnügen in Gott (1721-1748). Hij vertaalde Giambattista Marini's La Strage degli innocenti (1715), Alexander Popes Essay on Man (1740) en James Thomsons Seasons (1745). De gedichten van Brockes zijn van belang niet zozeer vanwege hun inhoud, maar wel vanwege de veranderingen die in het begin van de achttiende eeuw in de Duitse poëzie en literatuur optraden onder invloed van het Verlichtingsdenken. Het libretto Der für die Sünden der Welt gemarterte und sterbende Jesus (1712) was één der eerste passie-oratoria, een vrije en poëtische meditatie op het passieverhaal zonder gebruik van een evangelisch karakter. Het was een populair werk, en werd op muziek gezet door onder andere Reinhard Keiser (1712), Georg Philipp Telemann (1716), Georg Friedrich Händel (1716), Johann Mattheson (1718), Gottfried Heinrich Stölzel (1725) en Johann Friedrich Fasch (1723).
Brockes was een der eerste Duitse dichters die de bombastische imitaties van Giambattista Marino verving door een heldere en eenvoudig stijl. Hij was ook een pionier doordat hij de aandacht van zijn landgenoten vestigde op de nieuwe uit Engeland afkomstige poëzie over de natuur. Zijn verzen drukken een vrome houding uit naar de natuur en geven een religieuze interpretatie van natuurlijke fenomenen, hetgeen een vernieuwing was in de Duitse dichtkunst. Dit bereidde mede de weg voor dichters als Klopstock.